# Світське життя
«Світське життя» — програма про багатих і відомих людей, а також світські заходи, які вони відвідують. Виходить на телеканалі 1+1 з 2008 року, до цього була в ефірі «Першого національного» та 
телеканалу «Тоніс». Незмінна ведуча програми — Катерина Осадча.

### Формат
«Світське життя» — це короткі інтерв'ю з зірками шоубізнесу, відомими політиками та іншими світськими персонами, яких ведуча Катерина Осадча зустрічає на різноманітних вечірках, кінофестивалях, тижнях моди, спортивних чемпіонатах, карнавалах тощо.

### Рубрики

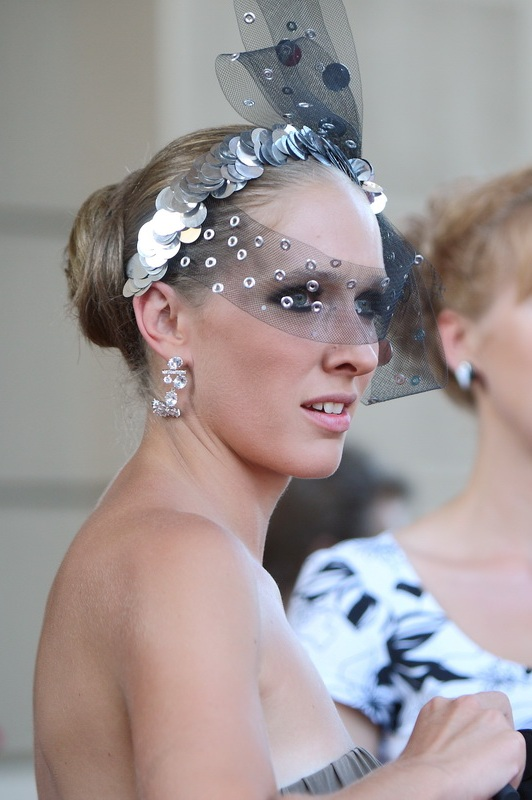
Чудернацькі капелюшки — частина фірмового образу Каті Осадчої у «Світському житті»

Формально «Світське життя» не має офіційних рубрик. Проте їх можна виділити умовно, оскільки програмам використовує різні форми подачі матеріалу:
- репортаж зі світського заходу;
- короткі інтерв'ю під час світського заходу;
- подорож із зіркою до певної країни, де інтерв'ю відбувається під час туристичної прогулянки;
- «Світське життя» в гостях у представника бомонду;
- інтерв'ю із зіркою світового рівня.

### Команда
Над програмою «Світське життя» працює досить велика команда. Серед співробітників є редактор, шеф-редактор, креативний продюсер. Програма має власну базу даних, куди стікаються дані про світські заходи та факти з особистого життя відомих людей.

Продюсери проєкту — Олеся та Андрій Ногіни.

### Капелюшки Осадчої
Фірмова відзнака Катерини Осадчої у «Світському житті» — капелюшки. На кожному світському заході ведуча щоразу з'являється у новому головному уборі. За роки існування програми Осадча одягла вже понад 700 капелюшків.
У 2009 році капелюшок Каті Осадчої у вигляді ворони, що сидить на гілці, був відзначений Daily Telegraph як один з найекстравагантніших на королівських кінних перегонах Royal Ascot в Британії.

### Реакція зірок на незручні запитання
- У 2009 році Осадча задала Ірині Білик провокаційне запитання щодо участі в політичній кампанії. Білик вихопила з рук ведучої мікрофон і розбила об підлогу. Після цього співачка не давала інтерв'ю «Світському життю» півтора року[3].

- У 2012 році світська левиця Наталія Ветвицька вилаяла Осадчу після запитання про куму Ветвицької Юлію Тимошенко. Скандальний епізод показали у реаліті-шоу «Багаті теж плачуть» і викликав резонанс у ЗМІ[4].

- У 2011 році Анастасія Волочкова образилася на запитання Осадчої і нахамила їй, удавши, що не впізнала журналістку. Інцидент мав широкий розголос у ЗМІ[5].

|  | В мене дуже мало друзів серед зірок шоубізнесу і зірок загалом. В мене взагалі немає... У людини не може бути багато друзів. В мене є знайомі, але всі абсолютно знають, що від мене можна чекати всього чого завгодно, найгострішого запитання, - Осадча. |